# NGC 2206
NGC 2206 (другие обозначения — ESO 489-26, MCG -4-15-19, UGCA 123, AM 0614-264, IRAS06140-2644, PGC 18736) — спиральная галактика с перемычкой (SBbc) в созвездии Большого Пса. Открыта Джоном Гершелем в 1835 году.
Этот объект входит в число перечисленных в оригинальной редакции «Нового общего каталога».